# Edmund Hakewill-Smith
Sir Edmund Hakewill-Smith (Kimberley, 17 marzo 1896 – Kingston upon Thames, 15 aprile 1986) è stato un generale britannico.

## Biografia
Nato nel 1896 a Kimberley nel Sudafrica britannico, entrò nella Royal Scots Fusiliers nel 1915 e servì in Francia durante la Grande Guerra. Dopo aver prestato servizio nel Sud della Russia durante la guerra civile, fu anche aiutante di campo di Lawrence Dundas, II marchese di Zetland.
Hakewill-Smith inizialmente servì come comandante del 5º Battaglione, Reggimento Devonshire, durante i primi giorni della seconda guerra mondiale. Fu anche il comandante del 4º e 5º battaglione della Royal Scots Fusiliers. Promosso a generale di brigata comandò i 157ª e 155ª brigata di fanteria, prima di assumere il comando della 52nd (Lowland) Infantry Division. Dopo la guerra ha comandato Lowland District in Scozia prima di servire come presidente della Corte militare che processò per crimini di guerra il feldmaresciallo Albert Kesselring. Andò in pensione nel 1949.
Prestò servizio presso il Castello di Windsor come Military Knights of Windsor e più tardi come luogotenente governatore della fortezza. Morì il 15 aprile 1986.